# Piper Saratoga

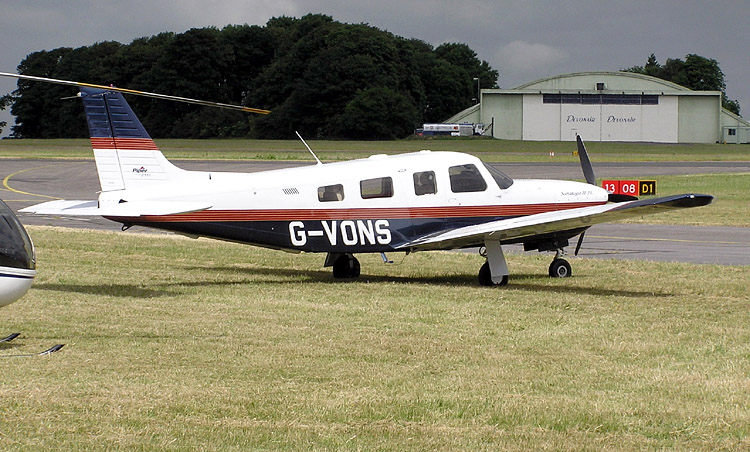
2000 model PA-32R Turbo Saratoga

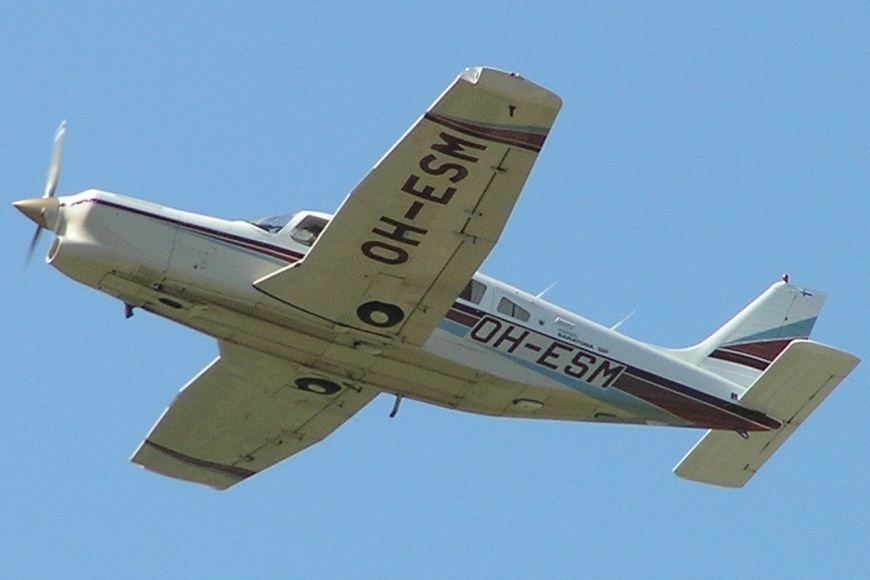
Piper PA-32R Saratoga

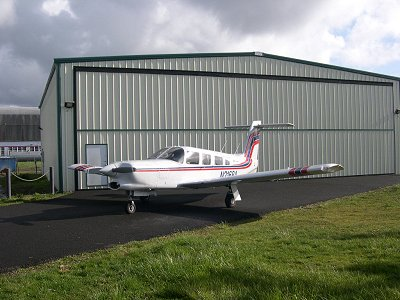
1979 model PA-32RT-300T Turbo Lance II

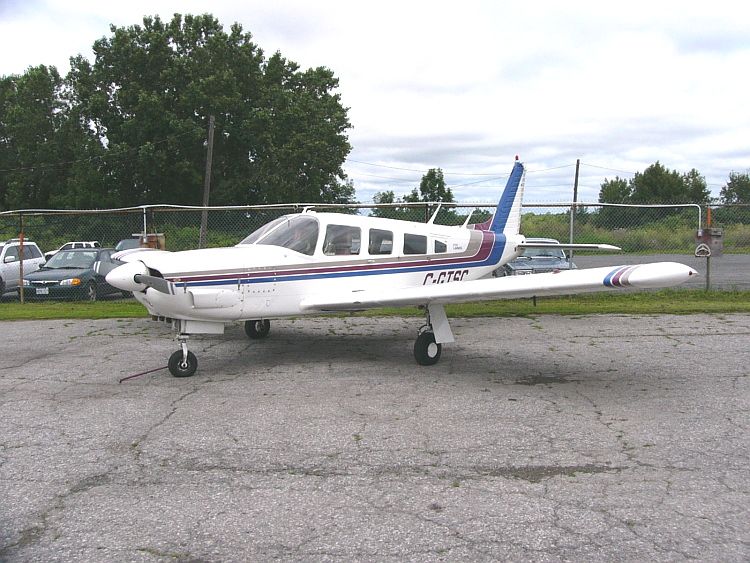
1977 model PA-32R-300 Cherokee Lance

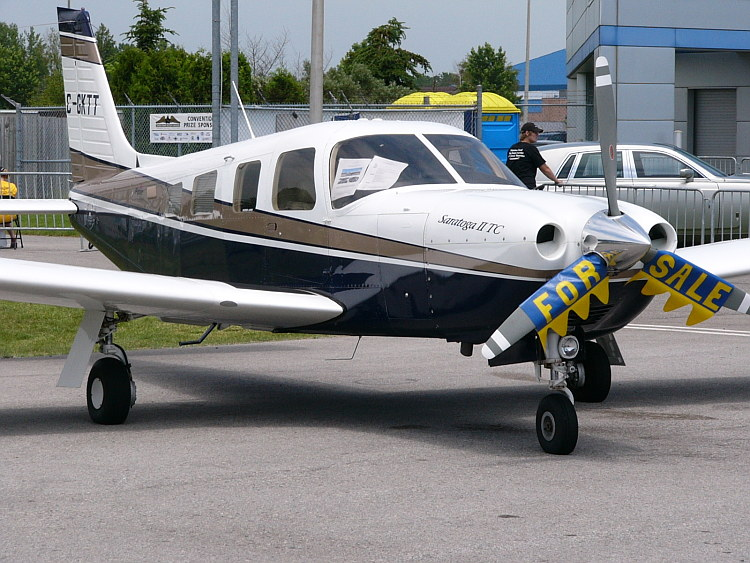
1999 model Piper PA-32R-301T Saratoga II TC

Piper Saratoga là máy bay hạng nhẹ 1 động cơ tuabin cánh quạt do hãng piper aircraft sản xuất